# Bunuri mobile din domeniul artă plastică clasate în patrimoniul cultural național al României aflate în județul Ilfov
Acestă listă conține bunurile mobile din domeniul artă plastică clasate în Patrimoniul cultural național al României aflate la momentul clasării în județul Ilfov.

## Tezaur
| Foto | Informații generale               | Detalii tehnice                                                                        | Descriere                                                                                | Deținător                         | Legături |
| ---- | --------------------------------- | -------------------------------------------------------------------------------------- | ---------------------------------------------------------------------------------------- | --------------------------------- | -------- |
|      | Albăstrele Autor: Luchian, Ștefan | Datare: 1908-1910 Dimensiuni: 38 x 32 cm Material: acuarelă pe hârtie lipită pe carton | Natură moartă cu albăstrele într-o ulcică smălțuită. Semnat stânga jos cu brun: Luchian. | Colecții particulare, Ghermănești | Cimec    |

## Fond
| Foto | Informații generale                                  | Detalii tehnice | Descriere                                                                                             | Deținător                                      | Legături |
| ---- | ---------------------------------------------------- | --- | --- | ---------------------------------------------- | -------- |
|      | Crizanteme și dumitrițe Autor: Luchian, Ștefan       | Datare: 1910-1912 Dimensiuni: 60 x 45 cm Material: ulei pe pânză                                                               | Natură statică reprezentând un vas cu crizanteme și dumitrițe. Semnat dreapta jos cu negru „Luchian”. | Colecții particulare, Ilfov                    | Cimec    |
|      | Nud cu draperie Autor: Borgo, Prund (Cecinski)       | Datare: 1930 Dimensiuni: 46,5x23x12 cm. Material: lemn                                                                         | | Studioul Cinematografic BUCUREȘTI S.A., Buftea | Cimec    |
|      | Compoziție Autor: Fekete, Iosif (Negrulea)           | Datare: 1931 Dimensiuni: 42x20x15 cm. Material: bronz                                                                          | Este semnat și datat: "Fekete Iosif 1931"                                                             | Studioul Cinematografic BUCUREȘTI S.A., Buftea | Cimec    |
|      | Portretul a doi copii Autor: Petrovitz, Paulus       | Datare: A doua jumătate a secolului XIX Școală: Școala germano-austriacă Dimensiuni: diametrul: 51 cm. Material: ulei pe pânză | Probabil portretul principesei Elisabeta de Wied și al fratelui ei Wilhelm.                           | Studioul Cinematografic BUCUREȘTI S.A., Buftea | Cimec    |
|      | Domnitorul Gheorghe Bibescu Autor: Petrovitz, Paulus | Datare: 1844 Școală: Școala germano-austriacă Material: ulei pe pâznă                                                          | | Studioul Cinematografic BUCUREȘTI S.A., Buftea | Cimec    |